# Blasquismo

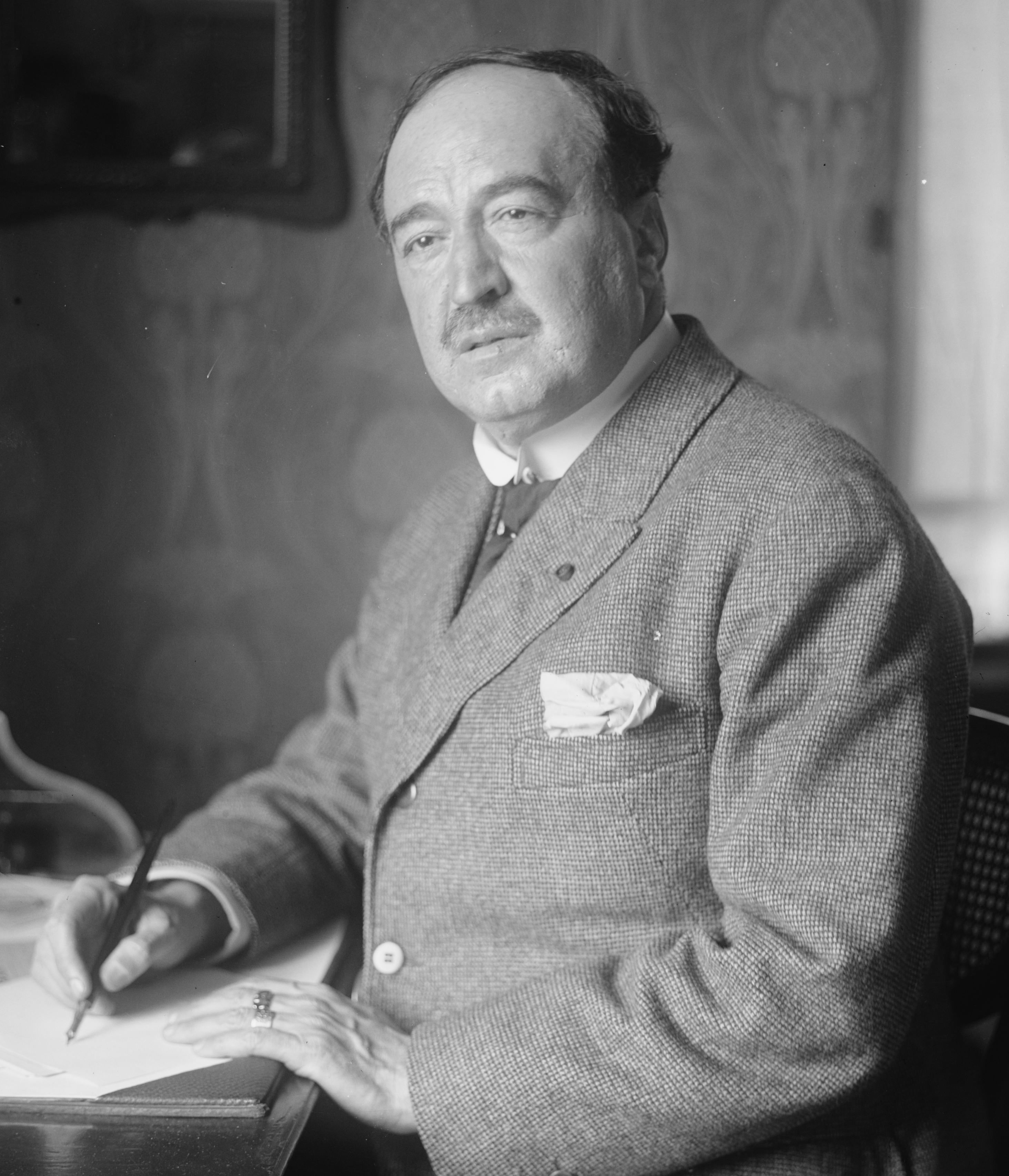
Vicente Blasco Ibáñez, escritor y político republicano español.

El blasquismo fue un movimiento político español, de ideología republicana y populista, surgido en la ciudad de Valencia en la última década del siglo XIX por obra del escritor y activista político Vicente Blasco Ibáñez, de cuyo nombre proviene el del movimiento. Una de las claves de su éxito fue el diario El Pueblo, fundado y dirigido por el propio Blasco Ibánez. Uno de sus antecedentes se puede encontrar en los sans-culottes de la Revolución Francesa, defensores del principio roussoniano de que la soberanía popular no se delega, sino que se ejerce, que los blasquistas aplicaron mediante su continua movilización en la calle.  
En 1908 el movimiento se trasformaría en partido político bajo el nombre de Partido de Unión Republicana Autonomista (PURA), que ostentó la hegemonía política en la ciudad de Valencia y en parte de su provincia desde finales del siglo XIX hasta la década de 1930, con el paréntesis de la Dictadura de Primo de Rivera.

## Ideología
Según Alfons Cucó, las características más visibles del movimiento blasquista serían las cuatro siguientes:
1. Su combativo anticlericalismo.
2. Su taumatúrgica mitificación de la República. El mismo Blasco Ibáñez lo narraba en su novela Arroz y Tartana: «Al son de la Marsellesa..., los industriales soñaban despiertos en la rebaja de las contribuciones; los de las blusas blancas, en la supresión de los consumos, y el impuesto sobre el vino, y las mujeres, enternecidas y casi llorosas, en que se acabarían para siempre las quintas».
3. Su esfuerzo por atraerse a los sectores obreros. «Los que sepan distinguir lo práctico de lo utópico, que vengan a nosotros, pues toda la regeneración de la clase obrera está encerrada en las constituciones y en los procedimientos del partido republicano federal», se decía en una proclama.
4. Su idolatrización y deificación de la figura de Blasco Ibáñez. En un poema se le comparaba con Jesucristo: «Aura de libertad tu ser orea: / senda de redención siguen tus plantas: / en un gran fin tu mente se recrea: / el abatido espíritu levantas / y nuevo Jesucristo de tu idea, / al pueblo enseñas tus doctrinas santas. / Prosigue, Blasco, la emprendida senda, / no cejes ni vaciles un instante / y que tu voz enérgica y vibrante / del mundo por los ámbitos se extienda».

## Historia

### Liderazgo de Blasco Ibáñez (1892-1902)
El blasquismo, como su nombre indica, surge de la intensa actividad política desplegada por el escritor y activista republicano Vicente Blasco Ibáñez desde 1892 en que decide dedicarse enteramente a la política, convirtiéndose en poco tiempo en el «político más popular [de Valencia], y en el más temido por su capacidad de arrastrar a la gente. "En Valencia no se puede salir a la calle sin el permiso del señor Blasco Ibáñez y de sus amigos", truena un diputado carlista... Una cosa es cierta: Blasco vive intensamente la política, se patea los barrios de la ciudad y los pueblos de la provincia dando mítines, escribe diariamente en el periódico, es elegido diputado a Cortes en siete legislaturas. "Hasta que me cansé de serlo" [en 1907]».
En el desarrollo del movimiento republicano fue clave el periódico El Pueblo, que Blasco fundó en noviembre de 1894. En él escribió cerca de mil artículos, e incontables gacetillas o crónicas sin firma. Su originalidad estribaba, además de en su precio —la mitad que el resto de la prensa valenciana—, en sus titulares, en los folletones que escribía el propio Blasco en los que los lectores de las clases populares se reconocían y que se confundían con la historia política y social que el periódico contaba día a día de forma no menos folletinesca, y en «su estilo desenfadado en el que se iban mezclando, con hábil dosificación, el melodrama, la comicidad y la pedagogía». Así se fue organizando liderado por él un movimiento de masas, al estilo de los que comenzaban a implantarse en Europa, cuyas bases eran el nuevo proletariado industrial y el antiguo artesanado —lo que se comenzaba a llamar las clases trabajadoras—. «En una época [la de la Restauración en España] en que los diputados eran «encasillados» por el ministro de la Gobernación y salían elegidos sin ni siquiera ser conocidos de sus votantes, la presencia cordial y cercana, a la par que incandescente, del "gran hombre", en los mítines, en los casinos y en la calle, suponía una ruptura en la forma de hacer política».
La base organizativa del movimiento la constituían la red de los siete casinos republicanos distribuidos estratégicamente por los barrios populares de la ciudad de Valencia, además del casino central —donde funcionó una Universidad Popular—. Los casinos eran centros de reunión y espacios de sociabilidad para «la gente de ideas avanzadas, enemigos de los curas y partidarios de la república social», que proporcionaban una identidad individual y colectiva, en una época en que bastantes personas se definían por la ideología que profesaban y se enorgullecían de ello («yo soy republicano de toda la vida»). Eran un instrumento para la rápida movilización ciudadana, pues en pocas horas centenares de personas acudían a la cita anunciada por el diario El Pueblo, ya fuera para recibir con vítores a Canalejas, para manifestarse en favor de las escuelas laicas o para boicotear una procesión. Además los casinos desplegaban una actividad cultural muy variada y de enorme vitalidad, «con una especial sensibilidad ante todo lo concerniente a los derechos humanos».
El movimiento blasquista fue hegemónico en la ciudad de Valencia y ganador de todas las elecciones entre 1898 y 1933. Su fuerza, según Ramiro Reig, «estuvo en la asunción de la cultura popular y en su identificación con la cultura republicana. La utilización del lenguaje espontáneo de la calle y de formas desgarradas y plebeyas, de la sociabilidad mediterránea y de su afición por el tumulto y el ruido, de las relaciones de barrio y de las fiestas, hicieron que el republicanismo fuera no solo la expresión política de las clases populares, sino de su manera de ser, de hablar y de imaginar la vida. Los problemas de este planteamiento populista saltan a la vista: la derivación de los residuos emocionales, por decirlo como Pareto, hacia formas de exaltación irracional (simplismo anticlerical, valencianismo grosero, partidismo tribal)».
Como Blasco Ibáñez se mostraba partidario de un republicanismo contrario a la participación electoral (influido por Manuel Ruiz Zorrilla), pronto hizo amistad con Alejandro Lerroux, bajo cuya influencia creó la Federación Revolucionaria, de corta existencia. A partir de 1903 este núcleo se incorporó al partido Unión Republicana, creado con el anhelo de ser una fusión de todas las familias políticas del republicanismo español.

### Escisión «sorianista» (1903-1908)

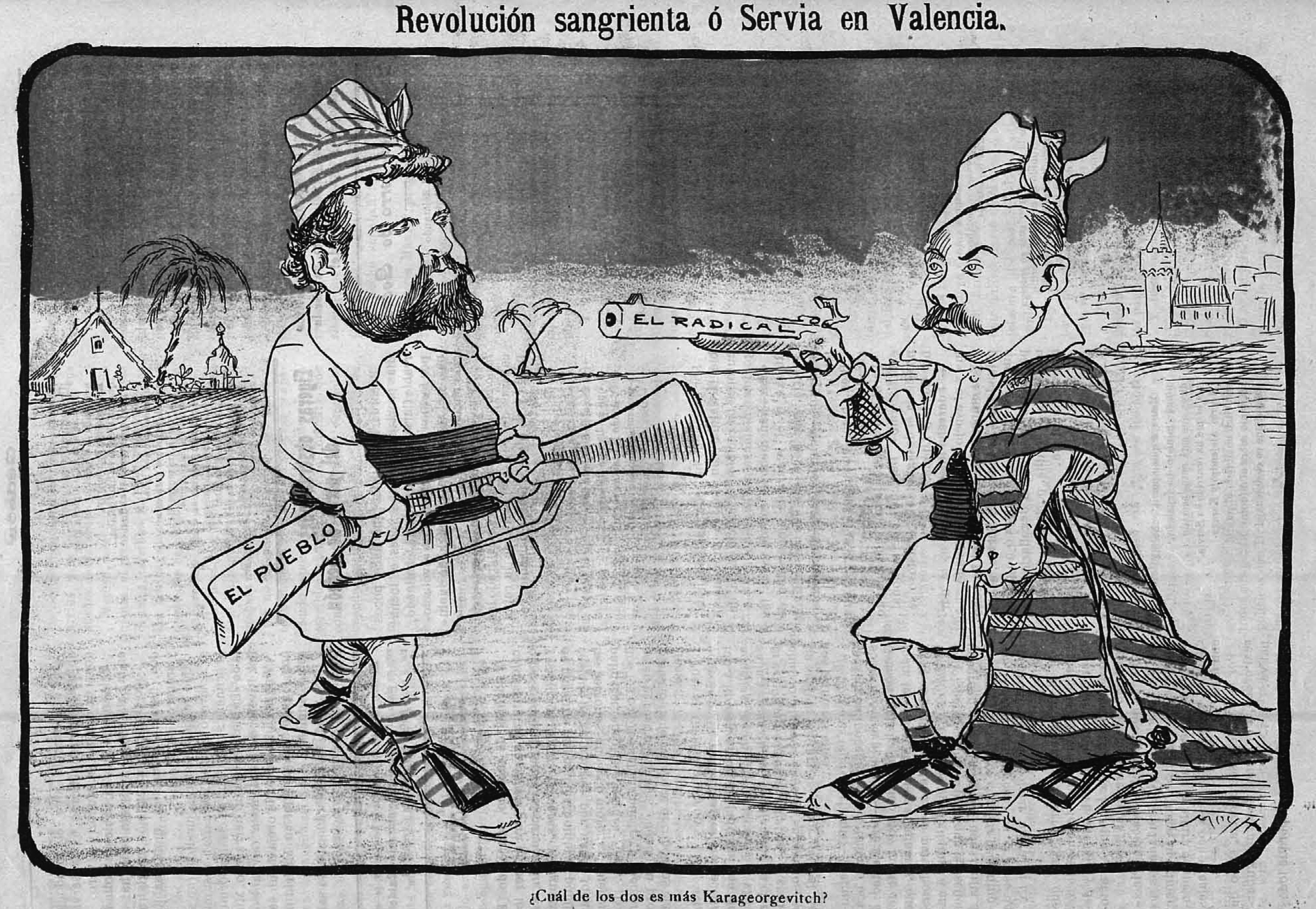
Caricatura publicada el 18 de junio de 1903 en la revista Gedeón titulada «Revolución sangrienta ó Servia en Valencia» sobre el enfrentamiento entre Vicente Blasco Ibáñez (izq.) y Rodrigo Soriano (derecha).

En 1903 el blasquismo sufrió la escisión «sorianista», llamada así porque estuvo encabezada por su «número dos» Rodrigo Soriano. El detonante fue un artículo de Soriano publicado el 4 de febrero de 1903 en El Pueblo, aprovechando una ausencia de Blasco Ibáñez, titulado «Revolucionarios de entretiempo», en el que se caricaturizaba a un republicano demagogo (Sansón) que se vendía a la monarquía y que fue identificado con Blasco Ibáñez por la opinión pública. Blasco Ibáñez contestó con un artículo titulado «Las cosas claras» publicado en El Pueblo veinte días después y el de 6 de marzo Soriano era expulsado del movimiento. Cuatro días después, 10 de marzo, aparecía el diario El Radical, órgano del grupo Radical Republicano, que capitaneaba Soriano y desde Madrid el líder de Unión Republicana, Nicolás Salmerón, lo desautorizó dándole todo su apoyo a Blasco Ibáñez.
Sin embargo, en las elecciones generales celebradas en abril triunfó Soriano, con 8066 votos, mientras que el segundo diputado electo, Blasco Ibáñez, obtenía 7856. El enfrentamiento culminó con una violenta discusión que Soriano y Blasco mantuvieron en el Congreso de los Diputados el 1 de julio y que acabó con un duelo a pistola entre los dos políticos el 10 de julio, pero que no tuvo consecuencias. Según Alfons Cucó, la disputa fue «una estricta cuestión personal entre Rodrigo Soriano y Blasco Ibáñez, [que] no afectó a las bases ideológicas, tan elementales, del republicanismo valenciano. El blasquismo y el sorianismo eran dos facciones idénticas, basadas en el anticlericalismo y en el ideal de una República quimérica. El uno y el otro se apoyaban, asimismo, en la pequeña burguesía, e incluso en la burguesía urbana de carácter laico».
Como ha destacado Ramiro Reig, a partir de entonces se desencadenó una «guerra fratricida entre los fanáticos incondicionales de Blasco y el inevitable batallón de resentidos y desengañados que siguieron a Soriano», lo que enrareció el clima político en la ciudad de Valencia —hubo un tiroteo al volver de un mitin—. Así, Blasco, tras las elecciones de 1905, en las que volvió a salir elegido diputado, decidió trasladarse a Madrid para alejarse de las «pasiones que su persona despertaba en Valencia». Aún se vio obligado por sus correligionarios a presentarse a las elecciones de abril de 1907, volviendo a salir elegido, pero al poco tiempo renunció a su escaño y abandonó la vida política activa, que no retomaría hasta la dictadura de Primo de Rivera que combatió desde su exilio.
La pugna entre «blasquistas» y «sorianistas» se agravó con motivo de la reunión en junio de 1907 de la Asamblea Regionalista Valenciana convocada por la sociedad valencianista Valencia Nova con el objetivo de constituir una Solidaritat Valenciana que emulara el éxito de la Solidaritat Catalana. Los «sorianistas» le dieron su apoyo, mientras que desde El Pueblo, dirigido por Félix Azzati, se desplegó una dura campaña antisorianista y anticatalanista —los miembros de las entidades «solidaristas» de Cataluña y de las Islas Baleares que también habían sido invitadas a la Asamblea fueron recibidos en la estación de tren de Valencia con gritos de «¡Viva España! y ¡Muera Cataluña!»—.

### Retirada de Blasco Ibáñez y liderazgo de Félix Azzati (1907-1929)
A comienzos de 1908 se produjo la ruptura interna en el seno de Unión Republicana, con la escisión de Alejandro Lerroux y sus partidarios que dio lugar a la fundación del Partido Republicano Radical. La fractura se produjo, entre otras cuestiones, por el latente rechazo a la colaboración con las fuerzas catalanistas. La salida de Lerroux provocó la salida de otros cuadros. El blasquismo también se escindió y fundó su propio partido de ámbito valenciano: el Partido de Unión Republicana Autonomista (PURA). Paralelamente, la retirada de Blasco Ibáñez de la política provocó dentro del partido una dura pugna por el poder que ganó Félix Azzati. Este mantuvo el partido dentro de la ambigüedad ideológica, cosa que lo hizo enfrentarse con el creciente anarcosindicalismo, pero mantuvo su preeminencia política en el ayuntamiento de Valencia hasta 1923 —con un intermedio en 1911 en que ganaron los conservadores—, gracias a su discurso populista y anticlerical capaz de movilizar a las masas. Su ideología difusa y ambigua se hacía patente en un discurso que apoyaba un cierto reformismo social y un apoyo al obrerismo apolítico y al mismo tiempo pretendía satisfacer los intereses de la burguesía con su política urbanística. De esta manera conseguía una cierta base interclasista con gran capacidad de movilización, debido en buena parte también a las apelaciones directas a la libertad, el progreso, la ciencia y la educación para todos.

### Liderazgo de Sigfrido Blasco (1929-1936)
Tras la hibernación que supuso la dictadura de Miguel Primo de Rivera, a la muerte de Azzati en 1929 alcanzó el liderazgo del partido Sigfrido Blasco-Ibáñez, que adoptó una posición moderada y se acercó nuevamente al Partido Republicano Radical de Alejandro Lerroux. En las elecciones municipales del 12 de abril de 1931, cuyo resultado adverso para la Monarquía en las grandes ciudades iba a suponer la proclamación de la Segunda República dos días después, el PURA volvió a conseguir la mayoría en el Ayuntamiento de Valencia.  
Tras la victoria del centro derecha y de la derecha en las elecciones generales de noviembre de 1933, el veterano dirigente del PURA Ricardo Samper entró como ministro en el gobierno presidido por Alejandro Lerroux, y cuando este se vio obligado a dimitir en abril de 1934 le sustituyó al frente del ejecutivo. El proceso de derechización del partido se acentuó tras entrada en el gobierno de la CEDA —de la que formaba parte la Derecha Regional Valenciana— y sobre todo tras la fracasada Revolución de Octubre de 1934. Su deriva hacia la derecha y la implicación de sus líderes en el escándalo de corrupción del estraperlo provocaron la pérdida de apoyos y las escisiones (muchos se pasaron al Partido Republicano Radical Socialista o fundaron Esquerra Valenciana). Para evitar la caída electoral, Sigfrido Blasco-Ibáñez se acercó a Portela Valladares, pero no pudo impedir una estrepitosa derrota en las elecciones de febrero de 1936.